# Zr.Ms. Koning der Nederlanden (1877)

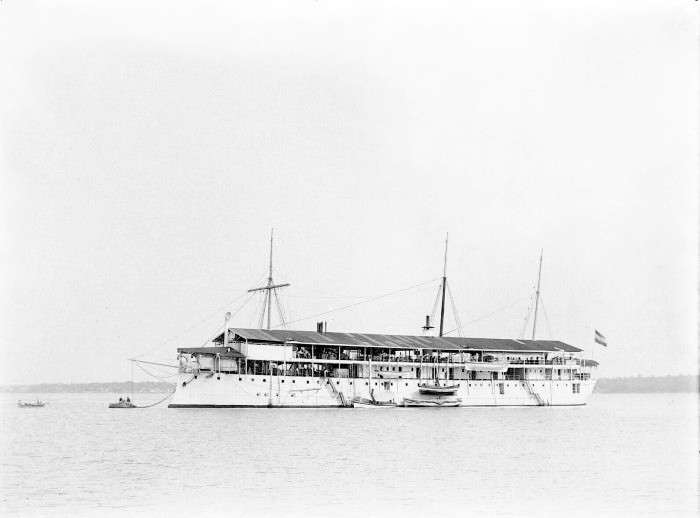
Koning der Nederlanden als logementsschip.

De Zr. Ms. Koning der Nederlanden was een ironclad ramtorenschip met een ijzeren romp van de Koninklijke Marine. Het schip werd gebouwd op de Rijkswerf in Amsterdam in begin jaren zeventig van de negentiende eeuw en was het grootste schip in Nederlandse dienst tijdens de negentiende eeuw.

## Specificaties
De hoofdbewapening van het schip bestond uit twee 280 mm kanonnen verdeeld over twee torens en vier enkele 120 mm kanonnen. Het pantser langs de zij van de romp was 200 mm dik en het pantser rond de geschuttorens 300 mm dik. Het schip was 85 meter lang, 15 meter breed en had een diepgang van bijna zes meter. De waterverplaatsing bedroeg 5400 ton. De motoren van het schip leverden 4400 pk waarmee een snelheid van 12 knopen gehaald kon worden. Het schip werd bemand door 256 man.

## Dienstgeschiedenis
Tijdens de bouw werd het door marine-ingenieur B.J. Tideman ontworpen schip hernoemd van Matador naar Koning der Nederlanden.
Het schip werd op 28 oktober 1874 te water gelaten op de Rijkswerf te Amsterdam. Op 16 februari 1877 werd de Koning der Nederlanden in dienst genomen.
In de late jaren negentig van de negentiende eeuw werd het schip omgebouwd tot wachtschip en gestationeerd in Soerabaja in Nederlands-Indië, waar het op 1 december 1899 in dienst gesteld werd. Van 1916 tot 1923 was het schip verbonden aan de onderzeebootdienst. De Koning der Nederlanden werd daarna afgelost door de Pelikaan.
Op 2 maart 1942, tijdens de Slag om Java, werd het schip onklaar gemaakt en afgezonken om te voorkomen dat de Japanners het in handen zouden krijgen.